# Elezioni generali in Guatemala del 2007
Le elezioni generali in Guatemala del 2007 si tennero il 9 settembre (primo turno) e il 4 novembre (secondo turno) per l'elezione del Presidente e il rinnovo del Congresso della Repubblica.

## Risultati

### Elezioni presidenziali
| Candidati               | Partiti                                     | I turno   | I turno | II turno  | II turno |
| Candidati               | Partiti                                     | Voti      | %       | Voti      | %        |
| ----------------------- | ------------------------------------------- | --------- | ------- | --------- | -------- |
| Álvaro Colom Caballeros | Unità Nazionale della Speranza              | 926 236   | 28,25   | 1 449 533 | 52,81    |
| Otto Pérez Molina       | Partito Patriota                            | 771 813   | 23,54   | 1 295 108 | 47,19    |
| Alejandro Giammattei    | Grande Alleanza Nazionale                   | 565 017   | 17,23   |           |          |
| Eduardo Suger           | Centro di Azione Sociale                    | 244 373   | 7,45    |           |          |
| Luis Rabbé              | Fronte Repubblicano Guatemalteco            | 239 204   | 7,30    |           |          |
| Mario Estrada           | Unione del Cambiamento Nazionale            | 103 695   | 3,16    |           |          |
| Rigoberta Menchú        | Incontro per il Guatemala                   | 100 365   | 3,06    |           |          |
| Fritz García Gallont    | Partito Unionista                           | 95 280    | 2,91    |           |          |
| Óscar Castañeda         | Partito dell'Avanzata Nazionale             | 83 369    | 2,54    |           |          |
| Miguel Ángel Sandoval   | Unità Rivoluzionaria Nazionale Guatemalteca | 70 208    | 2,14    |           |          |
| Manuel Conde Orellana   | Unione Democratica                          | 24 893    | 0,76    |           |          |
| Pablo Monsanto          | Alleanza Nuova Nazione                      | 19 640    | 0,60    |           |          |
| Héctor Rosales          | Sviluppo Integrale Autentico                | 18 395    | 0,56    |           |          |
| Vinicio Cerezo Blandón  | Democrazia Cristiana Guatemalteca           | 16 461    | 0,50    |           |          |
| Totale                  | Totale                                      | 3 278 949 | 100     | 2 744 641 | 100      |

### Elezioni parlamentari
| Liste                                       | Voti      | %     | Seggi    |
| ------------------------------------------- | --------- | ----- | -------- |
| Unità Nazionale della Speranza              | 720 285   | 22,84 | 48       |
| Grande Alleanza Nazionale                   | 521 600   | 16,54 | 37       |
| Partito Patriota                            | 493 791   | 15,66 | 30       |
| Fronte Repubblicano Guatemalteco            | 306 166   | 9,71  | 15       |
| Incontro per il Guatemala                   | 194 809   | 6,18  | 4        |
| Partito Unionista                           | 192 295   | 6,10  | 8        |
| Centro di Azione Sociale                    | 154 001   | 4,88  | 5        |
| Partito dell'Avanzata Nazionale             | 143 268   | 4,54  | 4        |
| Unione del Cambiamento Nazionale            | 128 109   | 4,06  | 4        |
| Unità Rivoluzionaria Nazionale Guatemalteca | 112 249   | 3,56  | 2        |
| Sviluppo Integrale Autentico                | 45 082    | 1,43  | –        |
| Unione Democratica                          | 44 359    | 1,41  | 1        |
| Alleanza Nuova Nazione                      | 43 148    | 1,37  | –        |
| Fronte per la Democrazia                    | 28 604    | 0,91  | –        |
| Democrazia Cristiana Guatemalteca           | 25 450    | 0,81  | –        |
| Bienestar Nacional                          | 0,43      | 0,00  | {{{48}}} |
| Totale                                      | 3 153 216 | 100   | 158      |

## Contrassegni elettorali
| Unità Nazionale della Speranza              | Grande Alleanza Nazionale       | Partito Patriota                  |
| Fronte Repubblicano Guatemalteco            | Incontro per il Guatemala       | Partito Unionista                 |
| Centro di Azione Sociale                    | Partito dell'Avanzata Nazionale | Unione del Cambiamento Nazionale  |
| Unità Rivoluzionaria Nazionale Guatemalteca | Sviluppo Integrale Autentico    | Unione Democratica                |
| Alleanza Nuova Nazione                      | Fronte per la Democrazia        | Democrazia Cristiana Guatemalteca |